# Лейк-Батлер (округ Ориндж, Флорида)
Лейк-Батлер (англ. Lake Butler) — статистически обособленная местность, расположенная в округе Ориндж (штат Флорида, США) с населением в 7062 человека по статистическим данным переписи 2000 года.

## География
По данным Бюро переписи населения США статистически обособленная местность Лейк-Батлер имеет общую площадь в 52,84 квадратных километров, из которых 33,41 кв. километров занимает земля и 19,42 кв. километров — вода. Площадь водных ресурсов округа составляет 36,75 % от всей его площади.

## Демография
По данным переписи населения 2000 года в Лейк-Батлер проживало 7062 человека, 2009 семей, насчитывалось 2255 домашних хозяйств и 2451 жилой дом. Средняя плотность населения составляла около 133,65 человека на один квадратный километр. Расовый состав населённого пункта распределился следующим образом: 89,75 % белых, 3,41 % — чёрных или афроамериканцев, 0,14 % — коренных американцев, 3,91 % — азиатов, 0,03 % — выходцев с тихоокеанских островов, 2,02 % — представителей смешанных рас, 0,74 % — других народностей. Испаноговорящие составили 4,67 % от всех жителей статистически обособленной местности.
Из 2255 домашних хозяйств в 49,5 % воспитывали детей в возрасте до 18 лет, 82,0 % представляли собой совместно проживающие супружеские пары, в 4,8 % семей женщины проживали без мужей, 10,9 % не имели семей. 8,0 % от общего числа семей на момент переписи жили самостоятельно, при этом 2,1 % составили одинокие пожилые люди в возрасте 65 лет и старше. Средний размер домашнего хозяйства составил 3,13 человек, а средний размер семьи — 3,32 человек.
Население статистически обособленной местности по возрастному диапазону по данным переписи 2000 года распределилось следующим образом: 32,5 % — жители младше 18 лет, 4,3 % — между 18 и 24 годами, 29,3 % — от 25 до 44 лет, 27,2 % — от 45 до 64 лет и 6,7 % — в возрасте 65 лет и старше. Средний возраст жителей составил 38 лет. На каждые 100 женщин в Лейк-Батлер приходилось 98,8 мужчин, при этом на каждые сто женщин 18 лет и старше приходилось 97,5 мужчин также старше 18 лет.
Средний доход на одно домашнее хозяйство статистически обособленной местности составил 113 819 долларов США, а средний доход на одну семью — 113 863 доллара. При этом мужчины имели средний доход в 89 507 долларов США в год против 43 864 доллара среднегодового дохода у женщин. Доход на душу населения статистически обособленной местности составил 113 819 долларов в год. 1,2 % от всего числа семей в населённом пункте и 1,8 % от всей численности населения находилось на момент переписи населения за чертой бедности, при этом 1,7 % из них были моложе 18 лет и 3,0 % — в возрасте 65 лет и старше.